# Итум-Кали — Шатили
Итум-Кали — Шатили — автодорога местного значения, проходящая в верховьях Аргунского ущелья от районного центра Итум-Кали до российско-грузинской границы. Участок от границы до грузинского села Шатили, протяжённостью 2 км, не достроен.

## История строительства
Аргунское ущелье с давних времён использовалось для контактов между чеченцами и грузинами. Согласно Энциклопедии Брокгауза и Ефрона: «В 1843 году один из самых храбрых и способных военачальников Шамиля, Ахверды-Магома, напал на Шатили с громадным скопищем чеченцев, требуя, чтобы хевсуры отложились от русских и подчинились Шамилю: шатильцы не только отбились от врага, но смертельно ранили  Ахверды-Магому и убили 100 человек из его скопища, потеряв сами только 2-х человек». В советское время автодорога из Грозного доходила только до Итум-Кали. Строительство дороги от Итум-Кали к грузинской границе началось ещё в начале 1990-х годов, но было прекращено из-за начавшихся в боевых действий. По утверждению нахской онлайн-газеты «Эрда», «…известно, что отцы завещали чеченцам строительство дороги в Гуьржи-мохк — Грузию. Это было обусловлено множеством различных факторов, в том числе и стратегической выгодой для чеченского народа.»
После подписания Хасавюртовских соглашений 1996 года, положивших конец Первой чеченской войне, ставшая де-факто независимым государством Чеченская Республика Ичкерия возобновила строительство этой дороги, приобретшей для неё, в условиях фактической полублокады со стороны России, стратегическое значение. Строительство участка до грузинской границы должно было предотвратить экономическую блокаду республики и на её строительство правительство ЧРИ не жалело средств. Дорога был проложена вдоль реки Аргун, во многих местах — путём направленных взрывов.

## Использование труда пленных на строительстве дороги
В период между первой и второй чеченскими кампаниями вооружённые формирования ЧРИ сумели превратить более чем тридцатикилометровую тропу в ущелье реки Аргун в дорогу, проходимую для любого, в том числе и легкового, автотранспорта. Именно на строительстве этой дороги использовались десятки пленённых. По свидетельству командующего федеральной группировкой в Чечне генерала Г. Трошева, на строительстве дороги Итум-Кали — Шатили широко использовался труд рабов: «…был перерезан основной тогда канал поставок вооружения и боеприпасов по горной дороге Итум-Кали — Шатили, которую построили для боевиков под дулами автоматов сотни „рабов“ со всей России.»

В статье «Независимой газеты» описывается дорога Итум-Кали — Шатили: 
Военнослужащие комендатуры рассказали также историю о строительстве русскими рабами горной дороги, проложенной по ущелью. Мы видели эту дорогу: берущая начало в Итум-Кали, поднимаясь все выше в горы, серпантином опоясывая угрюмые каменистые склоны над бурлящим внизу Аргуном, она исчезала в туманной дымке среди малопроходимых перевалов, за которыми находится Грузия. По словам чеченцев и русских узников, эта дорога строилась после 1996 года, в перерыве между первой и второй войнами. Дорогу чеченцы строго охраняли: ставили посты, шлагбаумы. Её не достроили, она совсем немного не доходит до грузинской границы. По мнению подполковника Щукина, для её строительства понадобилась не одна тысяча людей, возможно, были и военнопленные. Но из 11 освобождённых итум-калинских рабов ни один прямо не сказал, что он участвовал в строительстве дороги. Узники говорили об этом только намеками. Эти люди напуганы до предела и опасаются, что это станет известно их бывшим хозяевам, их разыщут и любая информация может стоить им головы.

## Грузинская часть дороги
Грузинская часть дороги, протяжённостью всего 2 километра, так и не была достроена, как утверждается, по политическим соображениям. Согласно официальным заявлениям министра иностранных дел Ираклия Менагаришвили, сделанным им в 1999 г., «руководство Грузии на данном этапе не рассматривает возможности открытия автодороги». По словам министра, «этот вопрос может встать в повестку дня лишь в случае окончательного выяснения политических отношений Чечни и России». При этом глава внешнеполитического ведомства дипломатично подчеркнул, что Грузия рассматривает Чечню как субъект России. Более радикальную позицию занимал лидер фракции парламентского большинства «Союз граждан Грузии», будущий президент Грузии, Михаил Саакашвили. Он вообще отвергал возможность открытия автомобильной дороги Итум-Кали — Шатили. По его мнению, открытие дороги в Чечню, являющуюся «непонятным государственным образованием, где процветают насилие и бандитизм, означает обрекать Грузию на совершенно не нужные ей испытания». По его словам, в Грузии есть силы, крайне заинтересованные в начале функционирования дороги. «Это прежде всего коррумпированные чиновники и связанные с ними организованные преступные группировки, специализирующиеся на поставках спирта в Россию, контрабанде сырьевых ресурсов и наркотических средств. Постройка дороги открывает для них перспективы совершения сделок, минуя официально действующие на российско-грузинской границе пункты пропуска. Если все-таки дорога начнет функционировать, то, помимо политических и международно-договорных проблем в российско-грузинских отношениях, может добавиться ещё и целый клубок экономических и правоохранительных.» По заявлению председателя комиссии по взаимоотношениям с народами Северного Кавказа парламента Грузии Мамуки Арешидзе, сотрудники департамента погранично-таможенной службы Чеченской республики Ичкерия занимаются тем же, что и обычные бандиты: захватом заложников, угоном скота у соседей, переправой наркотиков и прочей контрабанды. Ясно, что им некогда заниматься охраной границы. Не на высоте и соответствующие службы Грузии.

## Дорога во время Второй чеченской войны
Дорога Итум-Кали — Шатили с началом Второй чеченской войны стала широко использоваться для снабжения чеченских вооружённых формирований оружием и боеприпасами, шедшими транзитом через Азербайджан и Грузию. Аргунское ущелье — естественные и единственные «ворота», обеспечивавшие связь сепаратистов с так называемым ближним зарубежьем. Единственная прямая и проходимая для транспорта дорога из Грузии в Чечню вела только через Шатили. Другие дороги, имеющие асфальтовое покрытие, шли из Чечни в Грузию через Северную Осетию и Ингушетию и не могли использоваться для регулярного снабжения боевиков ЧРИ. Оставались ещё горные тропы, идущие через Тушетский хребет, однако зимой пробиться по ним через перевалы с большим грузом на лошади практически невозможно. В то же время чеченский участок российско-грузинской границы оставался абсолютно прозрачным. Согласно данным, обнародованным в начале 2000 г. грузинским экс-министром обороны Китовани, к тому времени уже до 1,5 тыс. вооруженных сепаратистов переселились из Чечни на территорию Грузии, в Панкисское ущелье.
Для перекрытия каналов поставки оружия, российская авиация начала массированную бомбардировку дороги. Так, в репортаже корреспондента НТВ Аркадия Мамонтова от 13.11.1999 с военного аэродрома в Моздоке, говорилось, перед ВВС была поставлена задача перекрыть последнюю артерию из Грозного, идущую по Аргунскому ущелью. По сведениям беженцев, для этой цели в основном применялись самолеты Су-24 и Су-25. В конце сентябре было несколько налетов групп ударных вертолетов Ми-24, нанесших удар в районе Итум-Кали, однако впоследствии от использования вертолетов в этом районе отказались, до декабря месяца, когда участок дороги от Итум-Кали до границы был взят под контроль вертолетным десантом федеральных войск в ходе операции «Аргун».
Во время ведения боевых действий по дороге Итум-Кали — Шатили в Грузию перешло значительное количество беженцев. В адрес общества «Мемориал» поступали многочисленные жалобы от чеченцев, покинувших территорию Чечни. Все беженцы утверждали, что в дороге они опасались налетов авиации, прятались при приближении самолетов под деревьями, либо старались переждать опасное время в селениях. Авианалеты, по словам беженцев, проводились в основном парами самолетов, часто словно «по расписанию». Основной целью атак были мосты и транспорт на дороге. Дорога была во многих местах перепахана воронками, но ямы достаточно быстро засыпались. Авиаминирование дороги, в отличие от соседних лесных массивов, не велось. На дороге практически не было мостов, что сыграло для чеченцев положительную роль и позволяло использовать дорогу после массированных бомбежек российской авиацией.
20 декабря 1999 года, по данным генерал-полковника Евгения Болховитина, командовавшим в то время Северокавказским Региональным Управлением ФПС России, подчиненными ему пограничниками «была проведена уникальная специальная десантная операция», «в результате мы закрыли основную дорогу, соединяющую чеченский поселок Итум-Кале с грузинским Шатили», «здесь же, упрятанная в склоне горы, располагалась база по подготовке террористов», «боевики разбегались из Аргунского ущелья как тараканы», «операция была проведена настолько стремительно и блестяще, что у нас ни один солдат даже не простудился, а погода была очень морозная».
В феврале 2000 года, по данным Геннадия Трошева, командовавшего в той время объединенной войсковой группировкой, «мы подготовили бандитам неприятный сюрприз, когда в глубоком тылу, в районе Итум-Кале, высадили тактический десант. Тем самым был перерезан основной тогда канал поставок вооружения и боеприпасов по горной дороге Итум-Кале — Шатили».
Также в феврале 2000 года, по данным автора Независимого военного обозрения, вертолеты Ми-24 участвовали в создании завалов и зон разрушений на участках дороги Итум-Кале-Шатили.

## Современное состояние дороги
На 2015 год дорога Итум-Кали — Шатили так и не была достроена. Однако в руководстве Чечни рассматриваются планы окончания строительства дороги. Согласно чеченскому сайту «Эрда», «В разрабатываемой Стратегии социально-экономического развития Чеченской Республики на период до 2020 года сделан упор на реализацию инфраструктурных проектов, направленных на развитие транспортно-логистического комплекса республики. В том числе — завершение строительства автомобильной дороги Грозный — Шатой — Итум-Кали — Шатили (Республика Грузия) с включением её в международный транспортный коридор „Север — Юг“, доведением её до уровня соответствия автомобильной дороги федерального значения II категории, созданием соответствующей транспортной и социальной инфраструктуры и возможности использования её в дальнейшем как альтернативу Транскавказской магистрали. Преимущество дороги — возможность круглогодичной эксплуатации. Протяженность дороги составит 42 км (участок дороги Итум-Кали — Шатили). Прогнозируемая стоимость — 3,1 млрд рублей». Завершение строительства дороги Грозный — Шатили должно привести к стремительному подъёму экономики ЧР, а также к улучшению качества жизни жителей республики; укреплению международных отношений и налаживанию контактов с диаспорами и многим другим положительным результатам.
Вопрос про постройку дороги был задан Владимиру Путину на большой пресс-конференции в 2019-м году, на что он ответил «это хорошая идея, но пока она в практических планах Министерства транспорта отсутствует. Хотя, повторяю ещё раз, она известна, известна эта идея и в принципе реализуема. Целесообразность реализации, безусловно, существует».